# U-19-Handball-Weltmeisterschaft 2025
Die 11. U-19-Handball-Weltmeisterschaft der Männer 2025 fand vom 6. bis 17. August 2025 in Ägypten statt. Der Veranstalter war die Internationale Handballföderation (IHF). Teilnehmer waren Spieler der Jahrgänge 2006 und jünger.

## Vergabe
Ursprünglich hatten sich Nordmazedonien, Polen und Slowenien um die Austragung beworben. Nordmazedonien und Polen zogen ihre Bewerbung später wieder zurück. Die Internationale Handballföderation (IHF) vergab das Turnier am 28. Februar 2020 bei ihrem Treffen in der ägyptischen Hauptstadt Kairo zunächst an den slowenischen Verband.  Nachdem der slowenische Verband aber nach vier Jahren keine Details zu den Vorbereitungen lieferte, wurde Ägypten als Ersatz benannt. Für den ägyptischen Handballverband ist war die erste U19-Handball-Weltmeisterschaft.

## Qualifikation
| Qualifikations-Wettbewerb                                  | Gastgeber                           | Datum                  | Mannschaften | Anzahl Teams |
| ---------------------------------------------------------- | ----------------------------------- | ---------------------- | --- | ------------ |
| Gastgeberland                                              |                                     |                        | Ägypten | 1            |
| U18-Europameisterschaft 2024 (Platz 1 bis 14)              | Montenegro, Podgorica               | 7.–18. August 2024     | Dänemark Deutschland Frankreich Island Kroatien Norwegen Portugal Schweden Schweiz Serbien Spanien Slowenien Tschechien Ungarn | 14           |
| Asiatische Jugend-Meisterschaft 2024                       | Jordanien, Amman                    | 3.–14. September 2024  | Bahrain Japan Kuwait Saudi-Arabien Südkorea                                                                                    | 5            |
| Afrikanische Jugend-Meisterschaft 2024                     | Tunesien, Mahdia                    | 19.–26. September 2024 | Algerien Guinea Kenia Libyen Marokko Tunesien                                                                                  | 6            |
| Süd- und mittelamerikanische Jugend-Meisterschaft 2024     | Nicaragua, Managua                  | 5.–9. November 2024    | Argentinien Brasilien Chile Uruguay                                                                                            | 4            |
| Nordamerikanische und karibische Jugend-Meisterschaft 2024 | Puerto Rico, San Juan (Puerto Rico) | 20.–24. November 2024  | Mexiko Vereinigte Staaten | 2            |
|                                                            |                                     |                        | | 32           |

## Abschlussplatzierungen
| Rang | Team               |
| ---- | ------------------ |
| 01.  | Deutschland        |
| 02.  | Spanien            |
| 03.  | Dänemark           |
| 04.  | Schweden           |
| 05.  | Ägypten            |
| 06.  | Island             |
| 07.  | Ungarn             |
| 08.  | Norwegen           |
| 09.  | Frankreich         |
| 10.  | Serbien            |
| 11.  | Schweiz            |
| 12.  | Tschechien         |
| 13.  | Slowenien          |
| 14.  | Japan              |
| 15.  | Österreich         |
| 16.  | Saudi-Arabien      |
| 17.  | Portugal           |
| 18.  | Kroatien           |
| 19.  | Färöer             |
| 20.  | Tunesien           |
| 21.  | Brasilien          |
| 22.  | Argentinien        |
| 23.  | Bahrain            |
| 24.  | Kosovo             |
| 25.  | Südkorea           |
| 26.  | Kuwait             |
| 27.  | Algerien           |
| 28.  | Uruguay            |
| 29.  | Guinea             |
| 30.  | Marokko            |
| 31.  | Vereinigte Staaten |
| 32.  | Mexiko             |

## Team des Weltmeisters
| Weltmeister 2025 · Deutschland (Jugend) · erster Titel Aufstellung: Finn Knaack, Anel Durmic, Noah Hensen, Fynn Paulicks, Rasmus Ankermann, William Reichardt, Nick Scherbaum, Lars Genz, Linus Schmid, Leon Stehl, Anton Voß, Jan Grüner, Monty Kleinsteuber, Tim Schröder, Bennet Strobel, Max Heydecke – Trainer: Erik Wudtke |

## Auszeichnungen
| All-Star-Team Finn Knaack (TW) Aljuš Anžič (RL) • Nikola Roganovic (RM) • Emil Darling Sørensen (RR) Sergio Sánchez Vidán (LA) • Tim Schröder (KM) • Abdelrahman Aly (RA) |
| Most Valuable Player Marcos Fis Ballester |
| Bester Torschütze Aljuš Anžič |